# Bernice Bobs Her Hair
Série The American Short Story
Pour plus de détails, voir Fiche technique et Distribution.
Bernice Bobs Her Hair  est un téléfilm américain de court métrage, inédit en France, réalisé par Joan Micklin Silver et sorti en 1976.

## Synopsis
L'action se déroule dans les années 1920 à Saint Paul (Minnesota) durant les vacances d'été. Marjorie, une étudiante, accueille sa cousine Bernice invitée pour un séjour de plusieurs jours. Celle-ci, qui vient de la campagne, est inhibée et maladroite. Elle souhaite que Marjorie lui apprenne à nouer des relations avec les jeunes gens universitaires du coin. Il s'avère que Bernice apprend si rapidement qu'elle dépasse les performances de sa cousine, qui en vient à la jalouser. Pour contrecarer insidieusement le succès de Bernice, Marjorie la persuade qu'elle serait encore plus séduisante en adoptant une nouvelle coiffure, ce qui contraint Bernice à se faire couper sa chevelure frisée. Il en résulte que cela déplaît à la ronde et Bernice est mise à l'écart. Elle va se rattraper de manière astucieuse en mettant en pratique tout ce qu'elle a appris depuis son arrivée, et c'est une réussite.

## Fiche technique
- Titre original : Bernice Bobs Her Hair
- Réalisation : Joan Micklin Silver
- Scénario : Joan Micklin Silver d'après la nouvelle Bérénice se fait couper les cheveux de F. Scott Fitzgerald
- Musique et arrangements : Dick Hyman
- Direction artistique : Stuart Wurtzel
- Décors : Stuart Wurtzel, The Evans' (voitures d'époque)
- Costumes : Robert J. Pusilo, Jennifer Nichols (robes)
- Perruques : Bob Kelly
- Photographie : Kenneth Van Sickle
- Son : Lee Dichter (re-recording), Nigel Noble (mixage), Wendy Green Bricmont (montage son)
- Montage : Ralph Rosenblum
- Production : Paul R. Gurian, Calvin Skaggs et Elaine Sperber (producteurs associés), Robert Geller (producteur délégué)
- Sociétés de production : Learning in Focus (États-Unis), William Dern Associates (États-Unis)
- Diffusion télévisée : Public Broadcasting Service (PBS) (États-Unis)
- Pays de production :  États-Unis
- Langue originale : anglais[Note 1]
- Format : couleur — 1.33:1 — format 16 mm — monophonique
- Genre: comédie dramatique
- Durée : 45 minutes
- Dates de sortie aux États-Unis : 
  - En salles, le 6 octobre 1976 (Festival du film de New York)[1]
  - À la télévision, diffusion le 5 avril 1977 sur la chaîne PBS. Ce film a lancé la diffusion de la série The American Short Story (en) sur PBS[Note 2]

## Distribution
- Shelley Duvall : Bernice
- Veronica Cartwright : Marjorie
- Bud Cort : Warren
- Lane Binkley : Roberta
- Patrick Reynolds crédité « Patrick Byrne » : Draycott Deyo
- Dennis Christopher : Charley
- Polly Holliday : Mrs. Harvey
- Henry Fonda (non crédité) : le présentateur TV

## Tournage
Extérieurs : Savannah (Géorgie).

## Accueil
The New York Times : « C’est un embaumement, bien qu’élégant et parfois drôle. Joan Micklin Silver, déjà réalisatrice de Hester Street, a écrit et tourné Bernice comme un exercice de style. Elle imite la manière littéraire perçue d'une certaine époque plutôt que de recréer l’époque elle-même. Son imitation est si somptueuse, si minutieuse, si précise que l’effet produit, paradoxalement, est celui d’une distance glaciale. [...]  Tout cela est trop prudent et inerte. Mais... les interprétations des deux actrices qui tiennent les principaux rôles compensent largement. Shelley Duvall, dans le rôle de Bernice, est filiforme, gauche, avec des yeux larmoyants, des cheveux frisés et une bouche maussade. Et pourtant, elle parvient à séduire quand elle commence à s'y exercer. La bouche devient une moue, l'affaissement découragé devient un affaissement langoureux. Dans le rôle de Marjorie, Veronica Cartwright joue son rôle de femme fatale à la petite semaine avec un sens pratique acéré. »